# Intendente de la región del Libertador General Bernardo O'Higgins
El Intendente de la región del Libertador General Bernardo O’Higgins fue entre los años 1976 y 2021, la autoridad designada por el presidente de la República para ejercer el gobierno de la Región del Libertador General Bernardo O'Higgins, Chile, como su representante natural e inmediato en dicho territorio. Además participaba en la administración de la región, como órgano que integraba el Gobierno Regional de O'Higgins.

## Historia
Se podría considerar como antecesoras del cargo de intendente regional de O'Higgins a las figuras del intendente de la provincia de O'Higgins y del intendente de la provincia de Colchagua. Durante el proceso de regionalización iniciado en 1974, las antiguas provincias de O'Higgins y Colchagua fueron fusionadas y transformadas en la actual Región del Libertador General Bernardo O'Higgins, a contar del 1 de enero de 1976.
Una reforma constitucional del año 2017 dispuso la elección popular del órgano ejecutivo del gobierno regional, creando el cargo de gobernador regional y estableciendo una delegación presidencial regional, a cargo de un delegado presidencial regional, el cual representa al poder ejecutivo y supervisa las regiones en conjunto a los delegados presidenciales provinciales. Tras las primeras elecciones regionales en 2021, y desde que asumieron sus funciones los gobernadores regionales y delegados presidenciales regionales, el 14 de julio de 2021, el cargo de intendente desapareció en dicha fecha mencionada, siendo Ricardo Guzmán Millas su  último titular.

## Intendentes de la Región del Libertador Bernardo O'Higgins (1976-2021)
| Intendente/a                               | Partido | Partido  | Período                                        | Presidente/a | Presidente/a            |
| ------------------------------------------ | ------- | -------- | ---------------------------------------------- | ------------ | ----------------------- |
| Cnel. César Manríquez Bravo                |         | Militar  | 1 de enero de 1976 - 1977                      |              | Augusto Pinochet        |
| Cnel. Jaime León Lucares Robledo           |         | Militar  | 1977 - 1980                                    |              | Augusto Pinochet        |
| Tte. Cnel. Eduardo Octavio Silva Bravo     |         | Militar  | 1980 - 29 de enero de 1985                     |              | Augusto Pinochet        |
| Tte. Cnel. Raúl Adolfo Moyano Vatel        |         | Militar  | 29 de enero de 1985 - 27 de enero de 1988      |              | Augusto Pinochet        |
| Brig. Gral. Miguel Alfonso Espinoza Guzmán |         | Militar  | 27 de enero de 1988 - 1989                     |              | Augusto Pinochet        |
| Pedro Enrique Avilés Jasse                 |         | Ind.     | 1989 - 1990                                    |              | Augusto Pinochet        |
| Fernando Maturana Erbetta                  |         | RN       | 1990 - 11 de marzo de 1990                     |              | Augusto Pinochet        |
| Juan Ramón Núñez Valenzuela                |         | PDC      | 11 de marzo de 1990 - 11 de marzo de 1994      |              | Patricio Aylwin         |
| Luis Roberto Araneda Aranda                |         | Ind.     | 11 de marzo de 1994 - 1995                     |              | Eduardo Frei Ruiz-Tagle |
| Bernardo Zapata Abarca                     |         | PDC      | 1995 - 11 de marzo de 2000                     |              | Eduardo Frei Ruiz-Tagle |
| Raúl Herrera Herrera                       |         | PDC      | 11 de marzo de 2000 - 26 de diciembre de 2001  |              | Ricardo Lagos           |
| Ricardo Trincado Cvjetkovic                |         | PS       | 26 de diciembre de 2001 - 7 de abril de 2003   |              | Ricardo Lagos           |
| Carlos Bravo Barros                        |         | PDC      | 7 de abril de 2003 - 22 de septiembre de 2005  |              | Ricardo Lagos           |
| Juan Ramón Núñez Valenzuela                |         | PDC      | 23 de septiembre de 2005 - 11 de marzo de 2006 |              | Ricardo Lagos           |
| Héctor Leiva Polanco                       |         | PDC      | 11 de marzo de 2006 - 22 de enero de 2007      |              | Michelle Bachelet       |
| Héctor Huenchullán Quintana                |         | PDC      | 22 de enero de 2007 - 26 de agosto de 2009     |              | Michelle Bachelet       |
| Juan Ramón Núñez Valenzuela                |         | PDC      | 31 de agosto de 2009 - 11 de marzo de 2010     |              | Michelle Bachelet       |
| Rodrigo Pérez Mackenna                     |         | Ind- UDI | 11 de marzo de 2010 - 19 de abril de 2011      |              | Sebastián Piñera        |
| Patricio Rey Sommer                        |         | UDI      | 19 de abril de 2011 – 16 de noviembre de 2012  |              | Sebastián Piñera        |
| Wladimir Román Miquel                      |         | UDI      | 16 de noviembre de 2012 – 11 de marzo de 2014  |              | Sebastián Piñera        |
| Morín Contreras Concha                     |         | PS       | 11 de marzo de 2014 - 13 de julio de 2015      |              | Michelle Bachelet       |
| Juan Ramón Godoy Muñoz                     |         | PS       | 13 de julio de 2015 - 4 de marzo de 2016       |              | Michelle Bachelet       |
| Teresa Núñez Cornejo (subrogante)          |         | PS       | 4 de marzo de 2016 - 16 de mayo de 2016        |              | Michelle Bachelet       |
| Pablo Silva Amaya                          |         | PS       | 16 de mayo de 2016 - 11 de marzo de 2018       |              | Michelle Bachelet       |
| Juan Manuel Masferrer Vidal                |         | UDI      | 11 de marzo de 2018 - 20 de abril de 2020      |              | Sebastián Piñera        |
| Rebeca Cofré Calderón                      |         | UDI      | 20 de abril de 2020 - 13 de febrero de 2021    |              | Sebastián Piñera        |
| Ricardo Guzmán Millas                      |         | UDI      | 15 de febrero de 2021 - 14 de julio de 2021    |              | Sebastián Piñera        |